# وینتراست
وینتراست (انگلیسی: Wintrust) شرکت خدمات مالی آمریکایی است، که در سال ۱۹۹۱ تأسیس شد.